# 웨프와웨트

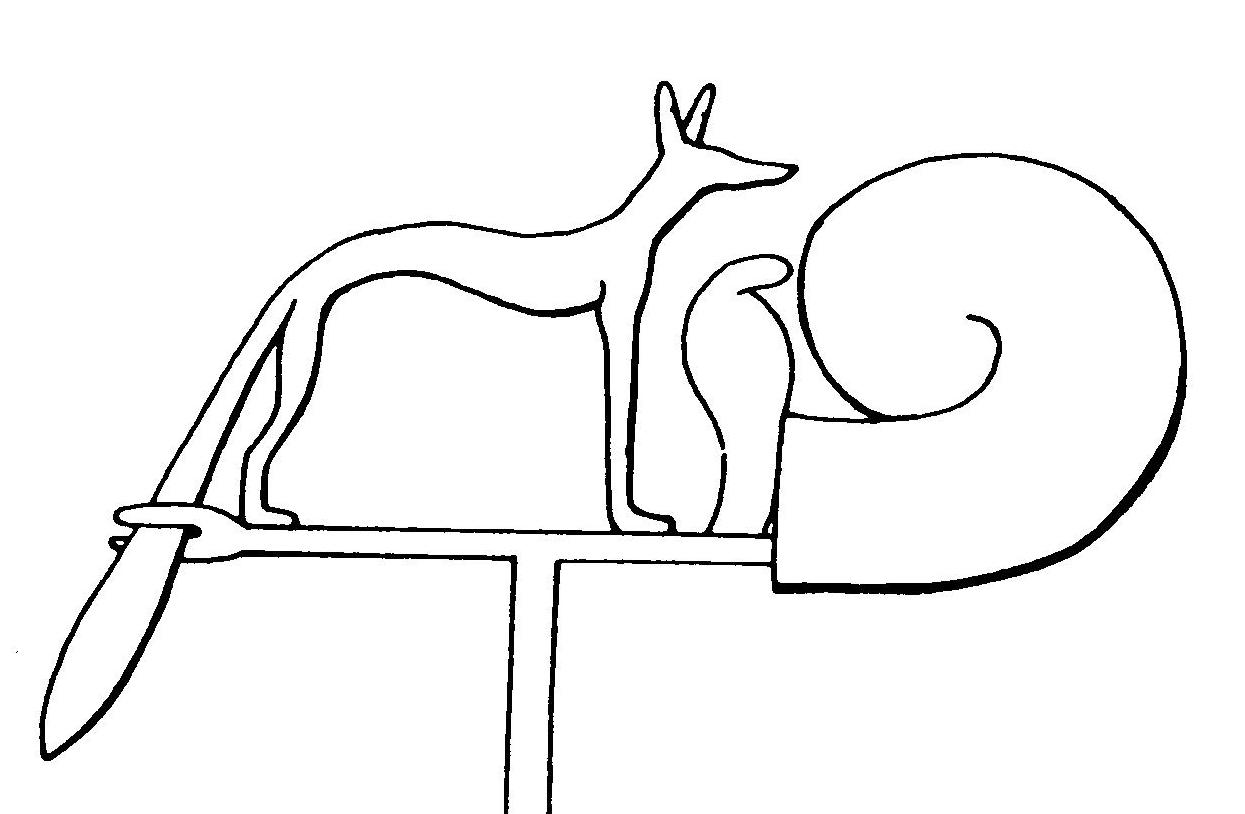
웨프와웨트

웨프와웨트(Wepwawet, Upuaut, Wep-wawet, Wepawet, Ophois)는 고대 상이집트 리코폴리스(아시우트)에서 섬긴 전쟁의 신이다. 웨프와웨트라는 이름은 '길을 여는 자'라는 뜻이다. 앞으로 먼저 나아가 정찰한다는 의미를 가진 것으로 추정된다. 또한, 두아트에서 망자에게 길을 인도한다는 설도 있다..
웨프와웨트는 늑대의 모습을 한 신인데, 리코폴리스는 고대 그리스어로 '늑대의 도시'라는 뜻이다.
나중에는 아누비스와 합쳐져 숭배되었으며 세트의 아들이란 전승이 있다.

## 같이 보기
- 이집트 신화
- 자칼